# Philipp Aastrup
Philipp Joseph Aastrup, född den 29 januari 1881 i Stockholm, död den 6 december 1949 på Lidingö, var en svensk jurist.
Aastrup avlade juris utriusque kandidatexamen vid Uppsala universitet 1906. Han blev ledamot av Sveriges advokatsamfund 1909, tillförordnad fiskad i Svea hovrätt 1914, assessor 1916 och tillförordnad revisionssekreterare 1918. Aastrup var ledamot av och sekreterare i 1919 års lappkommitté 1919–1923 och tillförordnad byråchef för lagärenden i socialdepartementet 1923–1924. Han blev hovrättsråd i Svea hovrätt 1922 och divisionsordförande där 1939. Aastrup blev riddare av Nordstjärneorden 1925 och kommendör av andra klassen av samma orden 1937.